# 皇家維多利亞勳章
皇家維多利亞勳章（英語：Royal Victorian Order）是一種皇家騎士勳章，頒發對象為侍奉英聯邦王國君主之臣民或其家人以及奉委至英聯邦王國，代君主巡狩之總督。此項殊榮與名稱類近的維多利亞皇家勳章（Royal Victorian Chain ，多向外國元首授予）並無聯繫。清朝末年，名臣李鴻章曾獲此勛章。

## 註解
1. ↑  1931年前由英国君主授予，1931年至1952年由聯合王國與其自治領君主授予。
2. ↑  根據加拿大的雙語政策所賦予的官方名稱。